# Lophoteles vittata
Lophoteles vittata är en tvåvingeart som beskrevs av James 1977. Lophoteles vittata ingår i släktet Lophoteles och familjen vapenflugor. Inga underarter finns listade i Catalogue of Life.